# Répertoire International des Sources Musicales
A Répertoire International des Sources Musicales (RISM, angolul International Inventory of Musical Sources, németül Internationales Quellenlexikon der Musik) egy nemzetközi közhasznú szervezet, amelyet 1952-ben Párizsban hoztak létre a zenei források teljeskörű feltárásának céljával. A RISM a maga nemében a legnagyobb szervezet, s egyszersmind az egyetlen, amely világszerte dokumentálja az írásos zenei forrásokat. A RISM az International Musicological Society és az International Association of Music Libraries, Archives and Documentation Centres irányításával létrejött négy bibliográfiai project egyike, az 1966-ban alapított Répertoire International de Littérature Musicale (RILM), az 1971 óta működő Répertoire international d'iconographie musicale (RIdIM) és az 1980-ban életre hívott Répertoire international de la presse musicale (RIPM) mellett.
A feltárt zenei források kéziratos vagy nyomtatott kották, zenei tárgyú írások és librettók, amelyek könyvtárakban, archívumokban, templomokban, iskolákban és magángyűjteményekben találhatók. A RISM számon tartja, hogy mi létezik és hol férhető hozzá. A szakemberek a RISM-öt a zenei források dokumentálásának legfontosabb fórumaként tartják számon világszerte. 
A RISM által készített átfogó katalógus kettős célt szolgál: egyrészt a források eltűnését próbálja meggátolni, másrészt hozzáférhetővé teszi azokat a kutatók és a gyakorló muzsikusok számára egyaránt.

## Szervezet

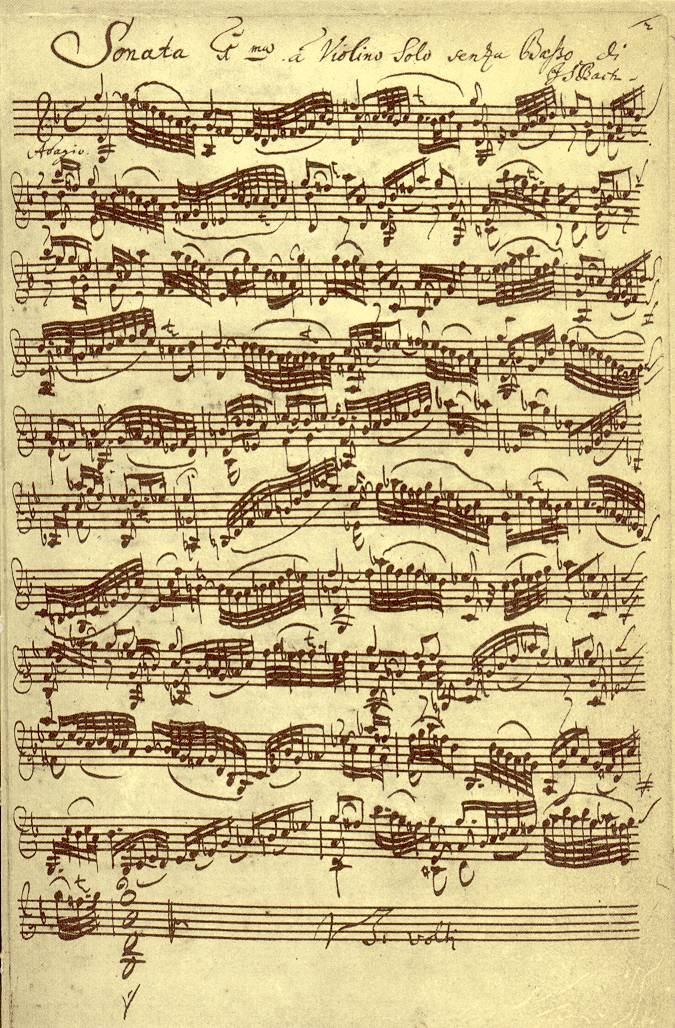
Example of an autograph music manuscript: Johann Sebastian Bach, Sonata for Violin Solo, BWV 1001, preserved at the Berlin State Library (RISM ID no. 467096700)

A RISM munkájában több mint 35 ország vesz rész egy vagy több munkacsoporttal. E munkacsoportok szervezésében mintegy száz fő katalogizálja az adott országban található forrásokat. Munkájuk során a RISM központi szerkesztősége (Zentralredaktion) által fenntartott központi adatbázisra támaszkodnak, s azt gazdagítják.
A RISM különféle kiadványaiban szereplő források, illetve az aktív RISM munkacsoportok a következő országokhoz kötődnek:
- Afganisztán
- Andorra
- Argentína
- Ausztrália
- Ausztria
- Azerbajdzsán
- Belgium
- Brazília
- Bulgária
- Csehország
- Dánia
- Dél-Afrika
- Dél-Korea
- Egyesült Államok
- Egyesült Királyság
- Egyiptom
- Észtország
- Fehéroroszország
- Finnország
- Franciaország
- Görögország
- Grúzia
- Guatemala
- Hollandia
- Hongkong
- Horvátország
- India
- Indonézia
- Irán
- Írország
- Izland
- Izrael
- Japán
- Kanada
- Kína
- Kolumbia
- Lengyelország
- Lettország
- Libanon
- Litvánia
- Luxemburg
- Magyarország
- Mexikó
- Németország
- Norvégia
- Olaszország
- Oroszország
- Pakisztán
- Portugália
- Románia
- Spanyolország
- Svájc
- Svédország
- Szaúd-Arábia
- Szlovákia
- Szlovénia
- Tajvan
- Tádzsikisztán
- Törökország
- Új-Zéland
- Ukrajna
- Uruguay
- Üzbegisztán
- Vatikán
- Venezuela

A Frankfurt am Mainban található RISM Zentralredaktion munkáját, illetve a két németországi munkacsoport fenntartását a mainzi Akademie der Wissenschaften und der Literatur támogatása teszi lehetővé. A szervezet további munkacsoportjai az adott országban hozzáférhető pénzügyi forrásokra támaszkodva működnek.

## Publikációk
A RISM központi publikációja a szabadon hozzáférhető online katalógus, amelynek adatbázisában a világ minden tájáról szerepelnek forrásleírások. A RISM-sorozatok, amelyek túlnyomórészt könyv alakban jelentek meg, különböző csoportokra oszlanak.

## Online katalógus
A RISM Catalog of Musical Sources 2010 júniusa óta férhető hozzá ingyenesen az interneten. A katalógus fenntartását a RISM, a Bayerische Staatsbibliothek és a Staatsbibliothek zu Berlin közötti együttműködés teszi lehetővé.
A katalógusban leírt források túlnyomó többsége kottakézirat (2020 júliusában: 1.034.020 rekord), de ugyancsak tekintélyes a kottanyomtatványok száma (201 400), míg a librettók (760) és a zenei témájú traktátusok (130) aránya lényegesen alacsonyabb. A kottakéziratok többsége az 1600 és 1850 közé eső időszakra datálható, bár az adatbázis ennél korábbi és későbbi források leírását is tartalmazza. Ami a kottanyomtatványokat illeti, a középpontban az 1900 előtt megjelent kiadványok állnak. Összességében több mint 37.000 zeneszerző több mint 900 könyvtárban őrzött kompozíciói találhatók meg a katalógusban.

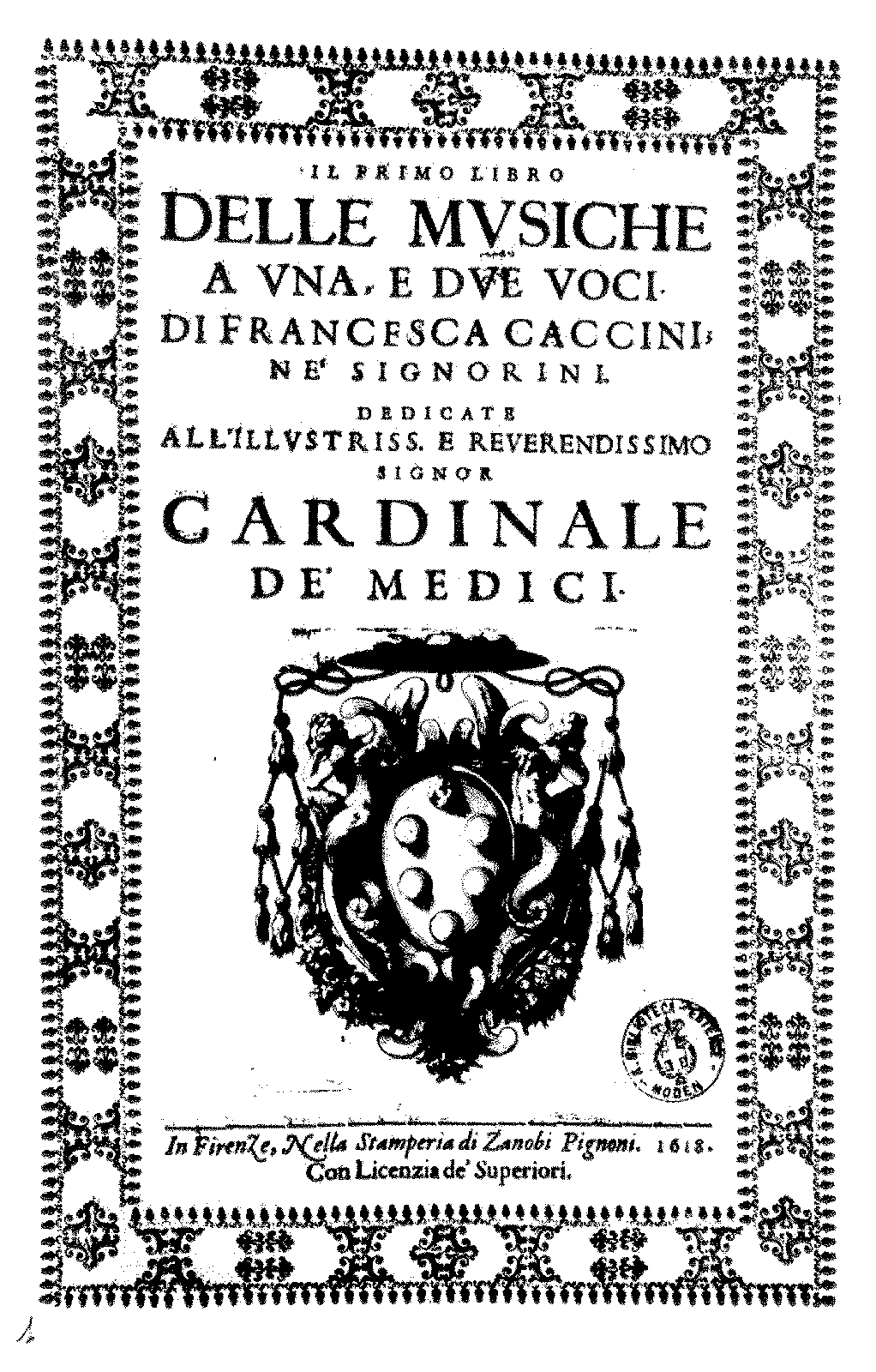
Francesca Caccini, "Primo Libro delle Musiche" (Florence, 1618). RISM ID no.: 990007800 https://opac.rism.info/search?id=990007800

Az online katalógus minden forrást részletesen bemutat egy több mint 100 mezőre bontott szkéma szerint. A leírások többek között a következő információkat tartalmazzák:
- a zeneszerző neve (születési és halálozási évszámmal)
- cím
- opusszám vagy műjegyzékszám (ha van)
- előadóapparátus
- formátum – pl. partitúra, szólamok vagy zongorakivonat
- további nevek, pl. szövegíró, korábbi tulajdonosok és dedikációk címzettjei
- hivatkozások a zenetudományi szakirodalomra
- könyvtárak vagy egyéb intézmények listája, ahol a forrás megtalálható

A kéziratok részletes leírása kitér a kopista személyére, valamint a lejegyzés helyére és idejére is. A kottanyomtatványok esetében a kiadással kapcsolatos adatok is szerepelnek, így a megjelenés helye és ideje, illetve a kiadó. A leírás mindemellett sok esetben zenei incipitet is tartalmaz, vagyis az első néhány hangot vagy ütemet a kompozíció fontosabb tételeiből vagy szakaszaiból.
Az egyes mezőkbe felvett adatok böngészését különféle keresési lehetőségek könnyítik meg, s ezek kombinációja révén speciális kérdések is megválaszolhatók. Így például közvetlenül elérhető a RISM adatbázisában hozzáférhető valamennyi információ Clara Schumann autográf kéziratairól, vagy a François Couperin műveit tartalmazó kéziratok elterjedtségéről. A zenei incipitre vonatkozó keresés különösen hasznosnak bizonyul névtelen, vagy a ránk maradt forrásban csak töredékes formában szereplő művek azonosításakor. Ilyenkor a kutatónak a képernyőn megjelenő zongorabillentyűzeten keresztül a mű első néhány hangját kell begépelnie a keresőbe.
Az adatbázis nem csupán a standard koncertrepertoárból ismert komponisták műveinek elterjedtségéről nyújt információt, hanem ma kevéssé ismert, vagy akár teljesen elfeledett zeneszerzők befogadástörténetéhez is értékes adatokkal szolgál. Mindennek köszönhetően vált a RISM a zenetörténészek nélkülözhetetlen segítőjévé, s teszi egyúttal lehetővé, hogy a régebbi repertoár iránt érdeklődő muzsikusok ismeretlen kincseket „ássanak elő” és mutassanak be akár több évszázaddal eredeti előadásuk után.
A RISM online katalógusában szereplő adatok Creative Commons licenc alatt férhetők hozzá mint linked data és linked open data, így más könyvtári katalógusok, illetve különféle kutatási projektek is felhasználhatják azokat, mindenekelőtt a digitális bölcsészet területén.

## A RISM sorozatai
A RISM-projekt kezdeti éveiben több sorozat terve született meg, egyes forrástípusok és repertoárok köré szervezve a feltárómunkát. Az eredmények többnyire könyv formában jelentek meg, utóbb azonban a sorozatokban hozzáférhetővé vált adatok jelentős része (de nem teljessége) bekerült a RISM online katalógusába.
A RISM sorozatai:
- A sorozat: kottakéziratok és -nyomtatványok a szerzők neve alapján rendezve
- B sorozat: tematikus forrásrepertóriumok
- C sorozat: zenei könyvtárak jegyzéke

### RISM A/I sorozat – Kottanyomtatványok
A RISM A/I jelzésű sorozata (Individual Prints before 1800) az 1500 és 1800 között megjelent, egyetlen zeneszerző műveit tartalmazó kottanyomtatványokat veszi számba. (A több komponista műveit tartalmazó gyűjtemények, antológiák jegyzéke a RISM B jelzésű sorozatába került.)
A 7.616 (alfabetikus rendbe állított) zeneszerző műveinek 2.178 könyvtárban felkutatott, több mint 78.000 nyomtatott kiadását kilenc kötet dokumentálta, melyek 1971 és 1981 között jelentek meg. Ezeket azonban utóbb (1986 és 1999 között) négy pótkötet követte, majd 2003-ban egy önálló kötetnyi terjedelmű mutató is, benne a kiadók, nyomdászok, metszők és a kiadások helyeinek listájával. A RISM A/I sorozatának valamennyi kötete a Bärenreiter kiadónál jelent meg Kasselben. Ugyancsak a Bärenreiternél jelent meg a teljes anyag 2012 végén CD-ROM formátumban is, majd utóbbi teljes anyaga 2015-ben bekerült a szabadon hozzáférhető online katalógusba. 

### RISM A/II sorozat – Kottakéziratok
A RISM A/II jelzésű sorozata (Music Manuscripts after 1600) a zeneművek kéziratos forrásait dokumentálja. A vállalkozás célja kezdettől fogva valamilyen elektronikus publikáció volt, s a katalógus végül microfiche és CD-ROM formátumban jelent meg. A mindenkori adatbázis CD-ROM változatának kiadásáért a müncheni K. G. Saur kiadó felelt, amely azonban 2008-ban felhagyott a közreadással. Egy csupán előfizetéssel hozzáférhető adatbázis továbbra is elérhető az EBSCO (korábban a NISC) szolgáltatófelületén, a teljes A/II sorozat anyaga azonban az online katalógusban is kereshető.

### RISM B sorozat
A RISM B jelzésű sorozata tematikus rend szerint dokumentálja a zenei forrásokat. E sorozatot a müncheni G. Henle kiadó gondozza, köteti a következők (zárójelben a címek magyar fordításával):
- B/I és B/II: Recueils imprimés XVIe–XVIIIe siècles (2 kötet). (16–18. századi nyomtatott gyűjtemények; az 1500–1550 és 1600–1610 közötti időszakokat átfogó B/I rész az online katalógusban is hozzáférhető)
- B/III: The Theory of Music from the Carolingian Era up to c. 1500. Descriptive Catalogue of Manuscripts (6 kötet). (A zene elmélete a Karoling-kortól kb. 1500-ig. A kéziratok leíró katalógusa)
- B/IV: Handschriften mit mehrstimmiger Musik des 11. bis 16. Jahrhunderts (5 volumes, 1 supplementary volume). (Többszólamú zenét tartalmazó kéziratok a 11.-től a 16. századig)
- B/V: Tropen- und Sequenzenhandschriften. (Tropus- és sequentia-kéziratok)
- B/VI: Écrits imprimés concernant la musique (2 kötet). (Nyomtatott írások a zenéről)
- B/VII: Handschriftlich überlieferte Lauten- und Gitarrentabulaturen des 15. bis 18. Jahrhunderts. (Kéziratos lant- és gitártabulatúrák a 15.-től a 18. századig)
- B/VIII: Das Deutsche Kirchenlied (2 kötet, Kassel: Bärenreiter). (A német egyházi ének)
- B/IX: Hebrew Sources (2 kötet). (Héber források)
- B/X: The Theory of Music in Arabic Writings c. 900–1900 (2 kötet). (A zene elmélete arab írásokban kb. 900 és 1900 között)
- B/XI: Ancient Greek Music Theory. A Catalogue Raisonné of Manuscripts. (Ókori görög zeneelmélet. A kéziratok annotált katalógusa)
- B/XII: Manuscrits persans concernant la musique. (Perzsa kéziratok a zenéről)
- B/XIII: Hymnologica Slavica. Hymnologica Bohemica, Slavica (HBS), Polonica (HP), Sorabica (HS). Notendrucke des 16. bis 18. Jahrhunderts (A 16–18. század cseh, szlovák, lengyel és szorb himnusznyomtatványai)
- B/XIV: Les manuscrits du processionnal (2 kötet). (Processzionálé-kéziratok)
- B/XV: Mehrstimmige Messen in Quellen aus Spanien, Portugal und Lateinamerika, ca. 1490–1630. (Többszólamú misék spanyol, portugál és latin-amerikai forrásokban kb. 1490 és 1630 között)
- B/XVI: Catalogue raisonné of the Balinese Palm-Leaf Manuscripts with Music Notation (A zenei notációt tartalmazó báli szigeti pálmalevél-kéziratok annotált jegyzéke)
- B/XVII: Die Triosonate: Catalogue Raisonné der gedruckten Quellen (A triószonáta: a nyomtatott források annotált katalógusa)

### RISM C sorozat
A C sorozat a Directory of Music Research Libraries címet viseli és 5 kötetben sorolja fel a történeti értékű zenei dokumentumokat őrző zenei könyvtárakat, archívumokat és magángyűjteményeket. A C sorozat köteteiben felsorolt minden egyes intézményhez egy siglum tartozik, vagyis egy olyan egyedi rövidítés, amely a gyűjtemény azonosítására szolgál. A siglum elején álló nagybetű(k) az adott országra utal(nak), majd kötőjel után következő újabb nagybetű(k) azonosítjá(k) a várost s végül kisbetű(k) a konkrét intézményt. Így például a H-Bn siglum jelentése: “Hungary-Budapest, national library”, azaz Magyarország Budapesten található nemzeti könyvtáráról (az Országos Széchényi Könyvtárról) van szó.
Az 1999-ben RISM-Bibliothekssigel. Gesamtverzeichnis címmel megjelent kötet a RISM nyilvántartásában szereplő valamennyi intézmény siglumainak jegyzékét adta közre. 2011 óta ezek a (folyamatosan bővülő) könyvtári adatok a RISM honlapján is hozzáférhetők egy kereshető adatbázisban.

## Kik használják a RISM publikációit?
- Zenetörténészek, akik a kutatási területükhöz kapcsolódó forrásokat keresnek, például egy teljes műjegyzék vagy egy adott mű modern közreadásának elkészítéséhez;
- Előadóművészek, akik kevéssé ismert művek egész sorát fedezhetik fel, repertoárjukat bővítendő;
- Könyvtárosok, akik a saját gyűjteményükben található forrásokat kiegészítő dokumentumokra lelhetnek, vagy saját gyűjteményük használóinak lehetnek segítségére a kutatásban;
- Diákok, akiknek egy-egy igényesebb feladat megoldásához vagy dolgozatok írásához nyújthat segítséget az elsődleges források felkutatása;
- Zenei antikváriusok, akik az általuk beszerzett és megvételre kínált kottákról keresnek információt;
- Kutatók, akik újrahasznosíthatják a RISM adatbázisában található adatokat, többek között különféle digitális bölcsészet, big data és music information retrieval projektek keretében

## További szakirodalom
- Brook, Barry S. and Richard J. Viano. "The Thematic Catalogue in Music: Further Reflections on its Past, Present and Future." In Foundations in Music Bibliography, edited by Richard D. Green, 27–46. New York: Haworth Press, 1993.
- Falletta, Martina, Renate Hüsken and Klaus Keil, eds. RISM: Wissenschaftliche und technische Herausforderung musikhistorischer Quellenforschung im internationalen Rahmen. Academic and Technical Challenges of Musicological Source Research in an International Framework. Studien und Materialien zur Musikwissenschaft 58. Hildesheim: Olms, 2010. ISBN 978-3-487-14431-3
- Heckmann, Harald. "Das Répertoire International des Sources Musicales (RISM) in Geschichte, Gegenwart und Zukunft," in Wege und Spuren. Verbindungen zwischen Bildung, Wissenschaft, Kultur, Geschichte und Politik. Festschrift für Joachim-Felix Leonhard, ed. Kelmut Knüppel et al. (Berlin: Verlag für Berlin-Brandenburg GmbH, 2007): 597–605.
- Jaenecke, Joachim. "RISM: Eine Fundgrube für verschollen geglaubte Musikdrucke aus Deutschland" ("RISM: A Treasure Trove of German Music Prints Thought to be Gone"). In Im Dienste der Quellen zur Musik. Festschrift Getraut Haberkamp. Ed. Paul Mai, 3-11. Bischöflichen Zentralbibliothek Regensburg: Tutzing, 2002.
- Keil, Klaus. "Report 2010." Acta Musicologica LXXXIII (2011), 161–168. Also available online.[1]
- Tuppen, Sandra, Stephen Rose, and Loukia Drosopoulou. "Library Catalogue Records as a Research Resource: Introducing ‘A Big Data History of Music.’" Fontes Artis Musicae 63, no. 2 (April-June 2016): 67-88.
- Ward, Jennifer A. "Getting Back to the Source, Virtually: RISM as a Tool in the Digital Environment." Arti musices: Croatian Musicological Review, 48, no. 2 (2017): 281-294.
- Keil, Klaus and Laurent Pugin. "Das Internationale Quellenlexikon der Musik, RISM. Ein Gemeinschaftsprojekt zum Nutzen und als Aufgabe für Forschung und Bibliotheken." Bibliothek Forschung und Praxis 42, no. 2 (2018): 309-318.

## Fordítás
- Ez a szócikk részben vagy egészben  a   Répertoire International des Sources Musicales című német Wikipédia-szócikk ezen változatának fordításán alapul.  Az eredeti cikk szerkesztőit annak laptörténete sorolja fel. Ez a jelzés csupán a megfogalmazás eredetét és a szerzői jogokat jelzi, nem szolgál a cikkben szereplő információk forrásmegjelöléseként.
- Ez a szócikk részben vagy egészben  a   Répertoire International des Sources Musicales című angol Wikipédia-szócikk ezen változatának fordításán alapul.  Az eredeti cikk szerkesztőit annak laptörténete sorolja fel. Ez a jelzés csupán a megfogalmazás eredetét és a szerzői jogokat jelzi, nem szolgál a cikkben szereplő információk forrásmegjelöléseként.